# Josep Maria Llesuy i Suñol
Josep Maria Llesuy i Suñol (Badalona, 1960) és un empresari i que va ser alcalde de sant Pere de Vilamajor de 2007 fins al 2012.
D'ofici constructor, dirigeix una empresa que es dedica a la rehabilitació d'edificis. L'any 2000 es traslladà a viure a Sant Pere de Vilamajor, a la urbanització de Can Vila. En les eleccions municipals del 2003 es presentà en la llista de CiU en un dels llocs de reserva, però la seva implicació més activa va començar a l'any següent, participant en les activitats del partit, que el trià per a encapçalar la llista a l'alcaldia en les eleccions del 2007. La seva fou la llista més votada, i un pacte a quatre bandes amb ISP, PSC i PP li atorgà la vara d'alcalde el 15 de juny.
El 2009 va donar suport a la iniciativa d'una consulta per la independència de Catalunya al municipi.
A les eleccions municipals de 2011 es va tornar a presentar encapçalant la llista de Convergència i Unió i revalidà l'alcaldia aconseguint 4 regidors i tornà a ser la llista més votada. Encapçalà un govern en minoria amb el PSC. El 31 de gener de 2012, Josep Maria Llesuy va presentar la seva renúncia a l'alcaldia i a l'acta de regidor i es retirà de la política municipal. Els substituí com a alcalde Martí Artalejo, número dos de la llista de CiU.
Va presidir l'associació de veïns La Pinya de la urbanització de Can Vila.